# Georg Beseler
Georg Beseler (ur. 2 listopada 1809 w Rödemiß k. Husum, zm. 28 sierpnia 1888 w Bad Harzburg) – niemiecki prawnik, pruski polityk, członek pruskiej Tajnej Rady Sprawiedliwości oraz Izby Panów (izby wyższej pruskiego parlamentu).

## Życiorys
Studiował prawo na Uniwersytecie Chrystiana Albrechta w Kilonii oraz Uniwersytecie Ludwika i Maksymiliana w Monachium. W 1827 roku został członkiem zrzeszenia (burszenszaftu) Germania. W 1833 roku objął stanowisko docenta prywatnego w Kilonii, ale podlegał zakazowi prowadzenia wykładów. Pracował także na Uniwersytecie Jerzego Augusta w Getyndze oraz nauczał na Uniwersytecie Ruprechta i Karola w Heidelbergu. Dwa lata później otrzymał stanowisko profesora na Uniwersytecie Bazylejskim, a potem Uniwersytecie w Rostocku, Uniwersytecie w Greifswaldzie i wreszcie, w 1859, na Uniwersytecie Fryderyka Wilhelma w Berlinie.
W okresie Wiosny Ludów zasiadał w parlamencie frankfurckim. Od 1849 z przerwami był członkiem Izby Posłów (izby niższej pruskiego parlamentu). Należał do tak zwanego parlamentu erfurckiego, który pracował nad koncepcjami zjednoczenia Niemiec po upadku parlamentu frankfurckiego. Od 1874 do 1877 zasiadał w Reichstagu. Jako przedstawiciel berlińskiego uniwersytetu został wybrany do Izby Panów i był jej wiceprzewodniczącym od 1882 do 1887. Pracował intensywnie nad stworzeniem nowego kodeksu karnego oraz liberalizacji procedury sądowej. Jednym z jego najbardziej znanych uczniów był Otto von Gierke.

## Rodzina
Jego synami byli Max von Beseler (pruski minister sprawiedliwości) i Hans Hartwig von Beseler (generał-gubernator okupowanego Królestwa Polskiego w czasie I wojny światowej). Córka Sophie wyszła za prawnika Hugo Helfritza, późniejszego burmistrza Greifswaldu.